# ASP World Tour 2011

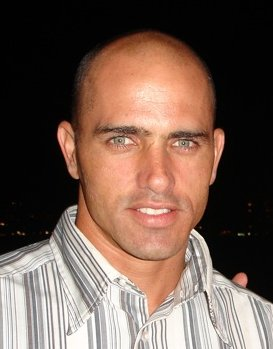
Kelly Slater remporte son 11e titre de champion du monde.

L'ASP World Tour 2011 est un circuit professionnel de surf organisé par l'Association des surfeurs professionnels et qui sert de championnat du monde pour la discipline en 2011. Il s'agit de la trente-sixième édition de l'ASP World Tour, qui se tient tous les ans. Il s'est déroule en plusieurs étapes dispersées à travers le monde entre février et décembre 2011.
Le championnat est remporté lors de l'avant-dernière épreuve à San Francisco par l'américain Kelly Slater. Son titre est célébré une première fois par erreur le 2 novembre à l'issue de sa victoire lors du 3e tour. Effectivement, le lendemain, l'ASP confirme qu'il y a eu une erreur de calcul et que le surfeur américain a besoin de remporter encore une série d'ici la fin du championnat pour s'assurer le titre. Si ce n'est pas le cas, et qu'Owen Wright remporte les deux dernières épreuves, les deux surfeurs seraient à égalité de point. Selon l'ASP, ils ne pourraient dans ce cas n'être séparés que par un surf off (une épreuve serait chargée de les départager lors de la dernière manche du championnat). Cependant, dès la série suivante le 6 novembre, Kelly Slater s'assure du titre de champion en remportant sa série du 4e tour face aux brésiliens Miguel Pupo et Gabriel Medina. Il remporte là son 11e titre de champion du monde, un record.

## Calendrier
| Compétition                | Site            | Pays ou territoire  | Date                      | Vainqueur        |
| -------------------------- | --------------- | ------------------- | ------------------------- | ---------------- |
| Quiksilver Pro Gold Coast  | Gold Coast      | Australie           | 26 février-9 mars         | Kelly Slater     |
| Rip Curl Pro Surf          | Bells Beach     | Australie           | 19 avril-30 avril         | Joel Parkinson   |
| Billabong Rio Pro          | Rio de Janeiro  | Brésil              | 11 mai-22 mai             | Adriano de Souza |
| Billabong Pro Jeffreys     | Jeffreys Bay    | Afrique du Sud      | 14 juillet-24 juillet     | Jordy Smith      |
| Billabong Pro Teahupoo     | Teahupoo        | Polynésie française | 20 août-31 août           | Kelly Slater     |
| Quiksilver Pro New York    | Long Island     | États-Unis          | 3 septembre-12 septembre  | Owen Wright      |
| Hurley Pro                 | Trestles        | États-Unis          | 16 septembre-24 septembre | Kelly Slater     |
| Quiksilver Pro France      | Hossegor        | France              | 4 octobre-13 octobre      | Gabriel Medina,  |
| Rip Curl Pro Portugal      | Peniche         | Portugal            | 15 octobre-24 octobre     | Adriano de Souza |
| Rip Curl Pro Search        | San Francisco   | États-Unis          | 1er novembre-11 novembre  | Gabriel Medina   |
| Billabong Pipeline Masters | Banzai Pipeline | États-Unis          | 8 décembre-20 décembre    | Kieren Perrow    |

Compétition hors championnat, la Triple Crown of Surfing a été remportée par le surfeur hawaïen John John Florence.

## Classement
Classement final après 11 épreuves (les 2 moins bons résultats sont décomptés du total) :
| Place | Nom              | Pays                | Points |
| ----- | ---------------- | ------------------- | ------ |
| 1     | Kelly Slater     | États-Unis          | 68100  |
| 2     | Joel Parkinson   | Australie           | 56100  |
| 3     | Owen Wright      | Australie           | 47900  |
| 4     | Taj Burrow       | Australie           | 45700  |
| 5     | Adriano De Souza | Brésil              | 44950  |
| 6     | Michel Bourez    | Polynésie française | 38650  |
| 7     | Jordy Smith      | Afrique du Sud      | 38250  |
| 8     | Josh Kerr        | Australie           | 37750  |
| 9     | Julian Wilson    | Australie           | 37100  |
| 10    | Alejo Muniz      | Brésil              | 33100  |

Source

## Liens